# 진주시
진주시(晉州市)는 대한민국 경상남도 중서부에 있는 시이다. 통영대전고속도로와 남해고속도로가 연결된다. 명소로는 진주성, 진주 촉석루, 진양호 등이 있고, 경상국립대학교, 진주교육대학교 등 국립대학교가 있다. 혁신도시 사업에 따라 충무공동(구 금산면, 문산읍, 호탄동 일부 지역)에 한국토지주택공사, 주택관리공단, 중소벤처기업진흥공단 등이 이전되었다. 시청 소재지는 상대동이고, 행정구역은 1읍 15면 14동이다.

## 역사
| Daedongyeojido (Gyujanggak) 18-03.jpg | Daedongyeojido (Gyujanggak) 18-02.jpg |
| Daedongyeojido (Gyujanggak) 19-03.jpg | Daedongyeojido (Gyujanggak) 19-02.jpg |

19세기 중엽 진주 모습

청동기 시대 유물로 보아 이 시대부터 사람이 정착했을 것으로 추정하고 있다. 전기가야시대에는 변진의 소국인 고순시국이었으며, 대가야 시대에 자타(子他) 또는 자탄(子呑)이었다. 삼국시대 백제의 거타성(居陀城)이었다. 문무왕 때 신라에 편입된 후 치소로 거타주(居陀州)가 설치되었고, 신무왕 5년에는 청주(菁州), 경덕왕 16년에는 강주(康州)로 개칭되었다가, 혜공왕 때는 다시 청주(菁州)로 개칭하였다.
고려 초기에는 강주(康州)로 환원되었으며, 983년(고려 성종 2년) 처음으로 십이목(十二牧)을 두었는데 이 때, 진주에 진주목(晉州牧)을 두었다.
조선 시대에는 진주를 진양(晉陽)·진강(晉江)·청주(菁州)·진산(晉山)이라고도 하였다. 1592년 임진왜란 때에 제1차 진주성 전투를 통해 임진왜란 3대 대첩 중의 하나인 '진주대첩'을 거두게 되며, 이듬해 1593년 제2차 진주성 전투에서는 7만의 민관이 전몰하며, 왜군에 함락되기도 하였다.
1896년 조선 고종 33년에 전국을 13도로 개편함에 따라 진주는 경상남도에 속해지고 도청소재지가 되어 진주군에는 관찰사가 상주하였으며, 경남행정의 중심지가 되었다. 1917년 6월에는 도시 형태를 갖추기 시작하여 진주군 진주면이 되었다.
1925년 4월 1일 경상남도청이 부산으로 이전되었으며, 1931년 4월 1일 진주면이 진주읍으로 승격하였다. 1939년에는 진주읍이 진주부로 승격되어, 시장에 해당하는 부윤을 두었다. 진주군은 진양군(晉陽郡)으로 개칭됐다. 대한민국 정부의 수립과 함께 1949년 8월 15일 지방자치제가 시행되면서 진주부는 진주시로 개칭되어 시장(市長)을 두게 되었으며, 1995년 1월 1일 도농복합형태의 시설치 등에 관한 법률에 따라 진주시와 진양군을 각각 폐지하고 통합 진주시를 설치하여 오늘에 이르고 있다.

## 지리

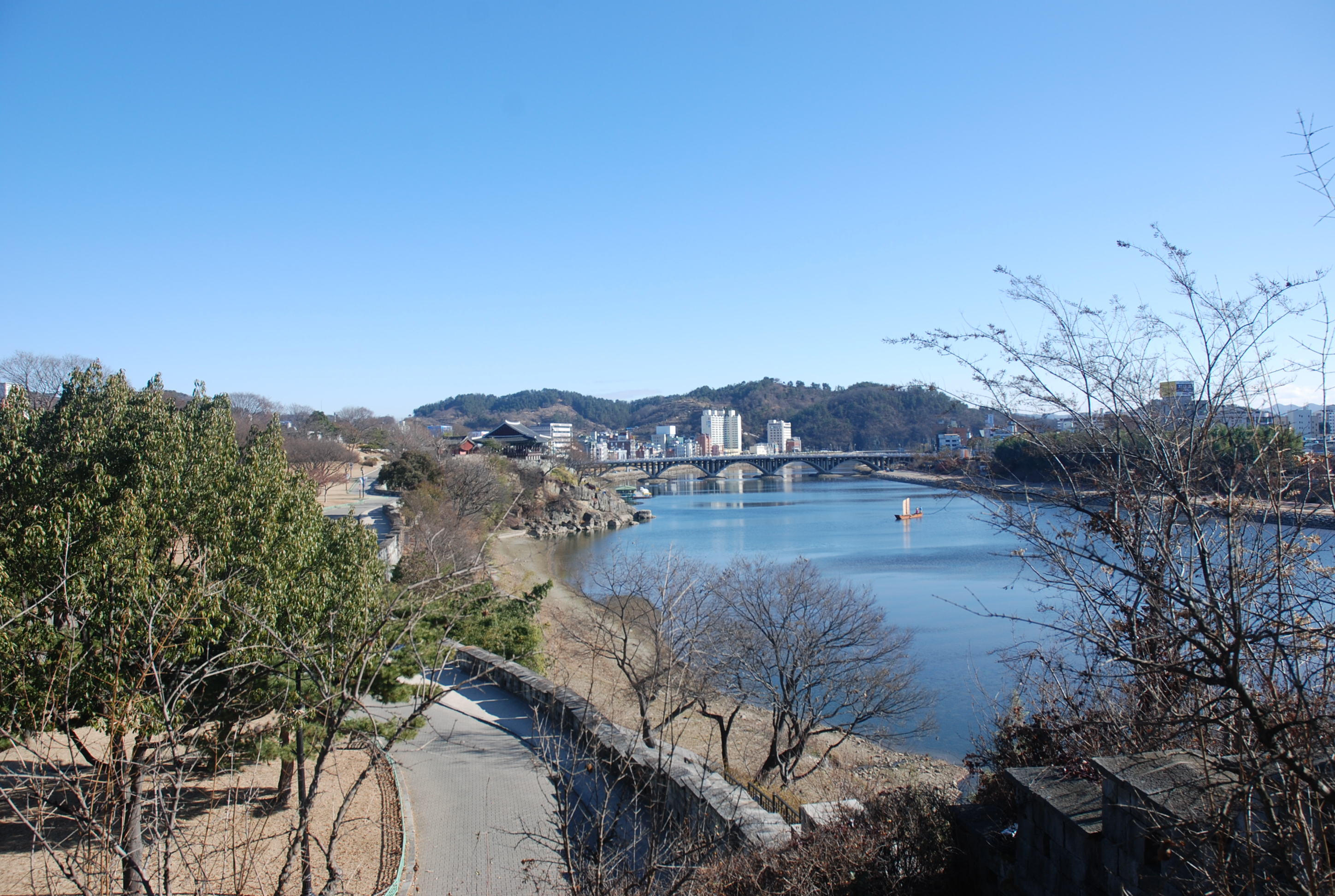
진주 남강

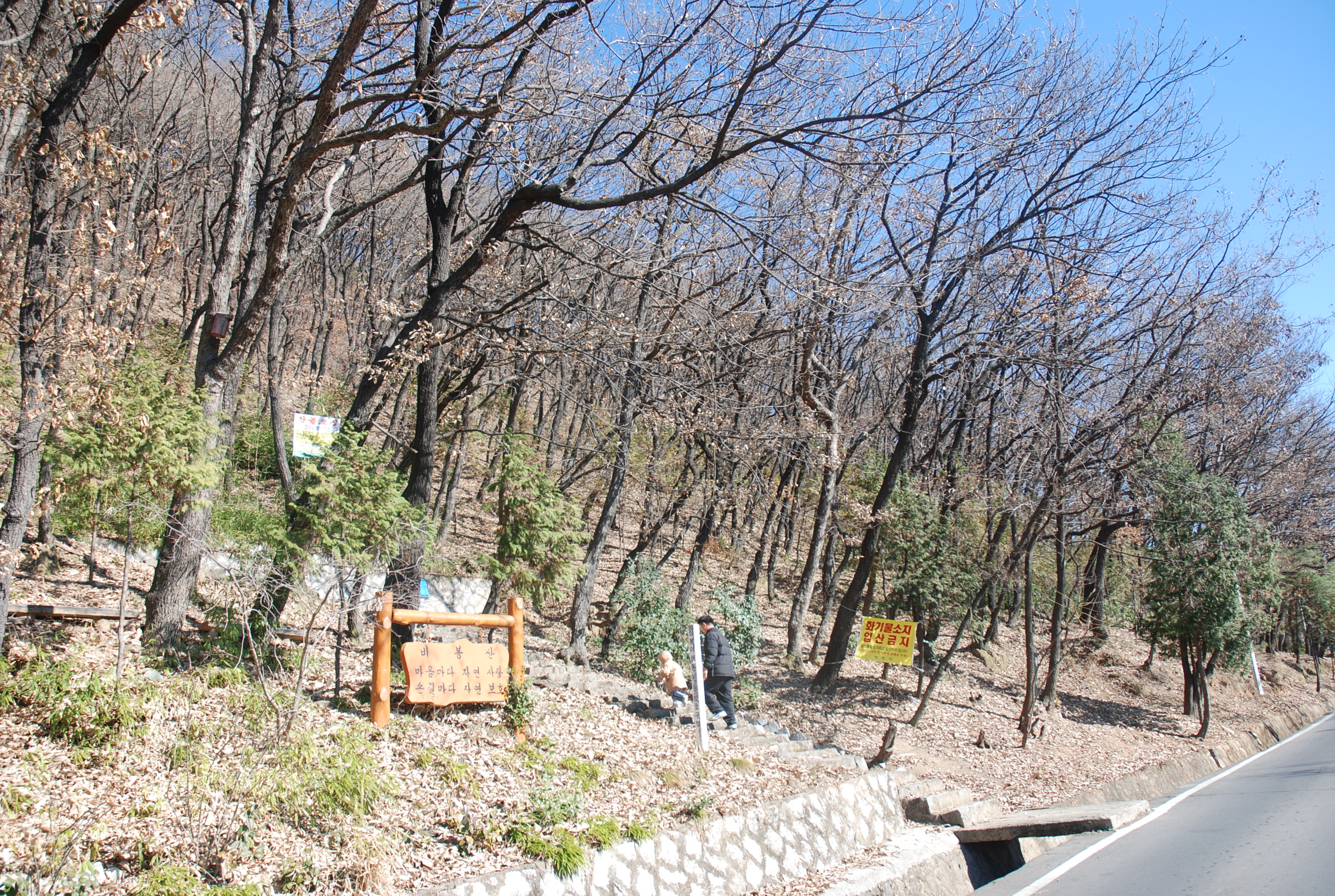
비봉산

### 지형
경상남도 남서부에 있으며, 동남쪽에는 고성군, 서남쪽에는 사천시, 동쪽으로는 창원시와 함안군, 서쪽으로는 하동군, 북동쪽으로는 의령군, 북서쪽으로는 산청군과 접해있다. 동부와 서부지역의 산악세가 비교적 험하며, 남부지역에는 봉대산(302m)·무선산(277m)·실봉산(185m)이, 북부지역에는 집현산(572m)·검무봉(280m)이 있고, 시의 중앙에는 월아산(月牙山:471m)·장군대산(將軍臺山:482m) 등이 솟아 있다. 남강이 진양호를 이룬 후 시의 중앙을 서쪽에서 북동쪽으로 흘러 간다.
낮은 지형이 넓으며, 이들은 만장년기(晩壯年期)에서 노년기산지(老年期山地) 형태이다

### 기후
기후는 지리산의 영향을 많이 받아 대륙성 기후를 나타내는데, 1월 평균기온 0.3℃, 8월 평균기온 25.9℃, 연평균 기온 13.4℃이다. 분지이기 때문에 같은 위도의 다른 강수량은 1,518mm 내외로 다우지역에 속한다. 진양호의 영향으로 종종 아침에 짙은 안개가 낀다.
| 진주지역기상서비스센터 (진주시 평거동, 해발 29.35m)의 기후 | 진주지역기상서비스센터 (진주시 평거동, 해발 29.35m)의 기후 | 진주지역기상서비스센터 (진주시 평거동, 해발 29.35m)의 기후 | 진주지역기상서비스센터 (진주시 평거동, 해발 29.35m)의 기후 | 진주지역기상서비스센터 (진주시 평거동, 해발 29.35m)의 기후 | 진주지역기상서비스센터 (진주시 평거동, 해발 29.35m)의 기후 | 진주지역기상서비스센터 (진주시 평거동, 해발 29.35m)의 기후 | 진주지역기상서비스센터 (진주시 평거동, 해발 29.35m)의 기후 | 진주지역기상서비스센터 (진주시 평거동, 해발 29.35m)의 기후 | 진주지역기상서비스센터 (진주시 평거동, 해발 29.35m)의 기후 | 진주지역기상서비스센터 (진주시 평거동, 해발 29.35m)의 기후 | 진주지역기상서비스센터 (진주시 평거동, 해발 29.35m)의 기후 | 진주지역기상서비스센터 (진주시 평거동, 해발 29.35m)의 기후 | 진주지역기상서비스센터 (진주시 평거동, 해발 29.35m)의 기후 |
| 월                                                         | 1월                                                        | 2월                                                        | 3월                                                        | 4월                                                        | 5월                                                        | 6월                                                        | 7월                                                        | 8월                                                        | 9월                                                        | 10월                                                       | 11월                                                       | 12월                                                       | 연간                                                       |
| ---------------------------------------------------------- | ---------------------------------------------------------- | ---------------------------------------------------------- | ---------------------------------------------------------- | ---------------------------------------------------------- | ---------------------------------------------------------- | ---------------------------------------------------------- | ---------------------------------------------------------- | ---------------------------------------------------------- | ---------------------------------------------------------- | ---------------------------------------------------------- | ---------------------------------------------------------- | ---------------------------------------------------------- | ---------------------------------------------------------- |
| 역대 최고 기온 °C (°F)                                     | 17.5 (63.5)                                                | 23.3 (73.9)                                                | 24.0 (75.2)                                                | 29.0 (84.2)                                                | 37.0 (98.6)                                                | 35.7 (96.3)                                                | 38.9 (102.0)                                               | 37.5 (99.5)                                                | 35.8 (96.4)                                                | 30.2 (86.4)                                                | 27.0 (80.6)                                                | 20.8 (69.4)                                                | 38.9 (102.0)                                               |
| 일평균 최고 기온 °C (°F)                                   | 7.2 (45.0)                                                 | 9.6 (49.3)                                                 | 14.2 (57.6)                                                | 19.9 (67.8)                                                | 24.6 (76.3)                                                | 27.4 (81.3)                                                | 29.6 (85.3)                                                | 30.6 (87.1)                                                | 26.9 (80.4)                                                | 22.3 (72.1)                                                | 15.6 (60.1)                                                | 9.2 (48.6)                                                 | 19.8 (67.6)                                                |
| 일일 평균 기온 °C (°F)                                     | 0.3 (32.5)                                                 | 2.6 (36.7)                                                 | 7.3 (45.1)                                                 | 12.9 (55.2)                                                | 18.0 (64.4)                                                | 21.8 (71.2)                                                | 25.3 (77.5)                                                | 25.9 (78.6)                                                | 21.4 (70.5)                                                | 15.0 (59.0)                                                | 8.2 (46.8)                                                 | 2.1 (35.8)                                                 | 13.4 (56.1)                                                |
| 일평균 최저 기온 °C (°F)                                   | −5.5 (22.1)                                                | −3.7 (25.3)                                                | 0.6 (33.1)                                                 | 6.0 (42.8)                                                 | 11.6 (52.9)                                                | 17.2 (63.0)                                                | 21.9 (71.4)                                                | 22.2 (72.0)                                                | 16.7 (62.1)                                                | 8.9 (48.0)                                                 | 2.0 (35.6)                                                 | −3.8 (25.2)                                                | 7.8 (46.0)                                                 |
| 역대 최저 기온 °C (°F)                                     | −15.9 (3.4)                                                | −14.3 (6.3)                                                | −10.4 (13.3)                                               | −4.2 (24.4)                                                | 1.6 (34.9)                                                 | 8.0 (46.4)                                                 | 13.3 (55.9)                                                | 12.1 (53.8)                                                | 5.9 (42.6)                                                 | −2.7 (27.1)                                                | −8.0 (17.6)                                                | −13.9 (7.0)                                                | −15.9 (3.4)                                                |
| 평균 강수량 mm (인치)                                      | 28.0 (1.10)                                                | 45.6 (1.80)                                                | 77.6 (3.06)                                                | 126.4 (4.98)                                               | 137.3 (5.41)                                               | 174.3 (6.86)                                               | 312.2 (12.29)                                              | 296.8 (11.69)                                              | 180.7 (7.11)                                               | 68.3 (2.69)                                                | 44.7 (1.76)                                                | 26.1 (1.03)                                                | 1,518 (59.76)                                              |
| 평균 강수일수 (≥ 0.1 mm)                                   | 4.5                                                        | 5.1                                                        | 7.3                                                        | 8.9                                                        | 9.2                                                        | 10.5                                                       | 14.2                                                       | 14.2                                                       | 9.8                                                        | 5.0                                                        | 5.7                                                        | 4.3                                                        | 98.7                                                       |
| 평균 상대 습도 (%)                                         | 58.1                                                       | 56.5                                                       | 58.9                                                       | 61.5                                                       | 66.5                                                       | 73.4                                                       | 80.1                                                       | 78.4                                                       | 75.6                                                       | 71.1                                                       | 67.9                                                       | 61.4                                                       | 67.5                                                       |
| 평균 월간 일조시간                                         | 194.6                                                      | 191.0                                                      | 210.5                                                      | 215.0                                                      | 225.8                                                      | 169.4                                                      | 155.0                                                      | 173.7                                                      | 167.3                                                      | 210.7                                                      | 184.6                                                      | 194.9                                                      | 2,292.5                                                    |
| 출처: 기상청 (평년값: 1991년~2020년, 극값: 1969년~현재)    |                                                            |                                                            |                                                            |                                                            |                                                            |                                                            |                                                            |                                                            |                                                            |                                                            |                                                            |                                                            |                                                            |

## 지질
진주시에는 경상 누층군 낙동층, 하산동층, 진주층, 칠곡층, 신라 역암층, 함안층, 진동층이 차례로 분포하며 특히 하산동층과 진주층에서 대량의 화석이 산출된다. 

### 진주층과 공룡 화석

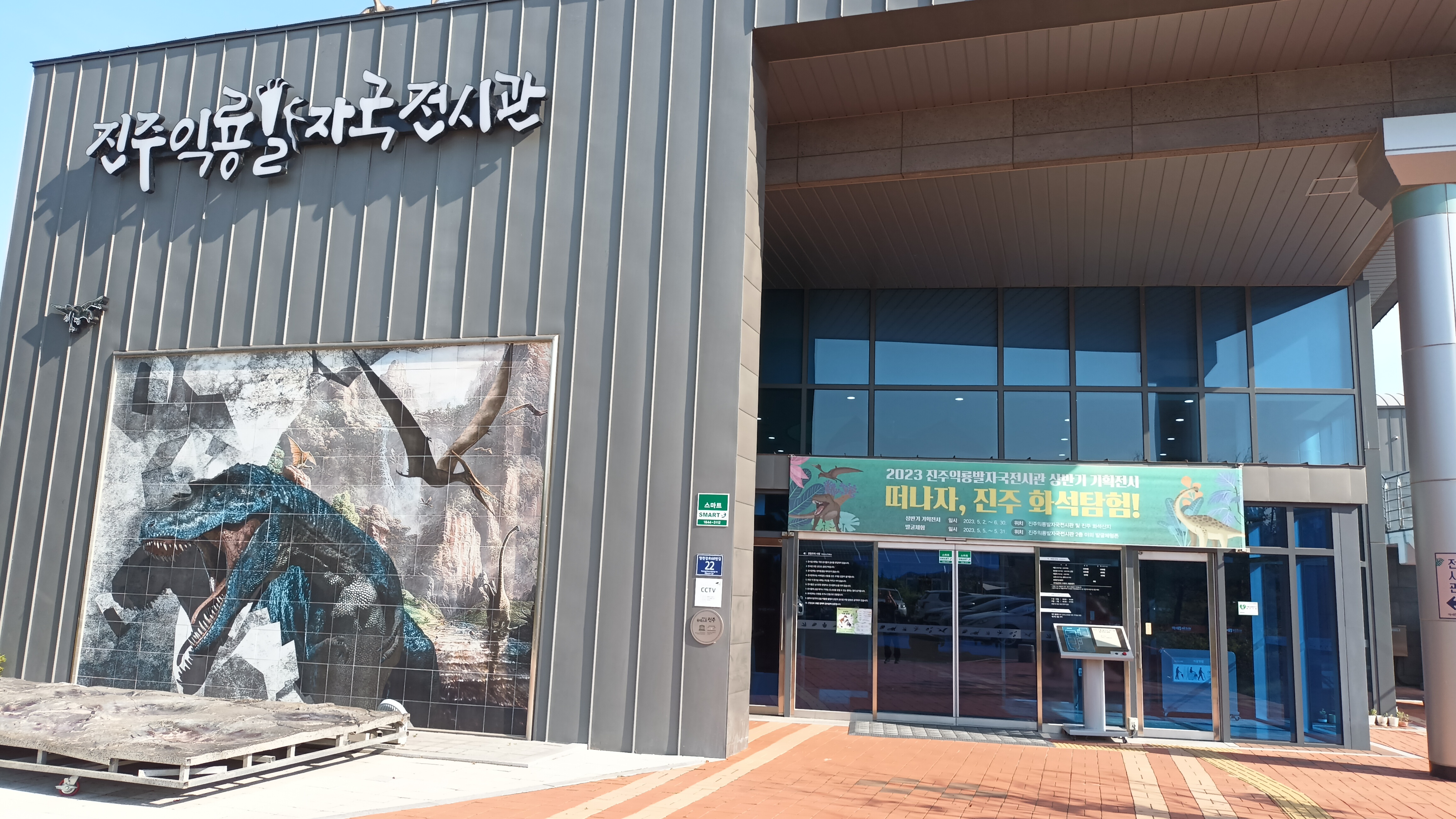
진주익룡발자국전시관

## 인구
1974년에 27만명을 돌파, 1980년에 30만명을 돌파, 1989년에 33만명을 돌파하고 1999년에는 341,776명을 기록하여 진주시의 역대 최대 인구로 기록되어있으며 2007년까지 인구감소세를 보이다가
최근 혁신도시와 기업유치로 인해 2007년 이후로 꾸준한 증가를 보이고 있으며 2012년에는 337,314명을 기록하고있다.
진주시의 인구는 계속 증가할 것으로 예상된다.

2012년을 기준으로, 세대수는 130,438 가구이며, 총 337,314명이며, 남자가 167,069명으로 49.6%를 여자가 170,245명을 이루고 있다. 인구 밀도는 1km당 467명이며, 1가구당 2.7인, 학생 18.6인당 교원 1명이다.
이중 진주 시내의 인구는 262,687명으로 전체의 79.1%를 차지하며, 읍.면 단위가 69,263명으로 20.9%에 해당한다.

## 행정 구역
1995년에 진주시와 진양군을 통합하여 도농복합시가 되었다. 2009년 12월 31일을 기준으로 면적은 712.84km2이며, 하위 행정구역으로 1읍, 15면, 323리가 있다. 옛 진주시 지역은 21개 행정동(32개 법정동)으로 구성되어 있었다.
이후, 2013년 5월 1일 10개 행정동이 통합, 4개동으로 재편되어 행정동은 15개로 축소되었으며, 2013년 12월 18일 금산면 갈전리 일부, 속사리 일부, 문산읍 소문리 일부, 호탄동 일부를 합쳐 충무공동을 신설하였다.
2016년 9월 30일 인구(세대) 기준으로 진주시의 행정 구역은 다음과 같다.
| 읍면동   | 한자     | 세대    | 인구    | 면적   | 행정지도 |
| -------- | -------- | ------- | ------- | ------ | -------- |
| 문산읍   | 文山邑   | 3,530   | 8,947   | 39.98  |          |
| 내동면   | 奈洞面   | 1,672   | 4,359   | 32.12  |          |
| 정촌면   | 井村面   | 1,452   | 3,149   | 26.75  |          |
| 금곡면   | 金谷面   | 1,219   | 2,471   | 39.86  |          |
| 진성면   | 晋城面   | 1,098   | 2,188   | 36.4   |          |
| 일반성면 | 一班城面 | 1,407   | 2,986   | 19.44  |          |
| 이반성면 | 二班城面 | 1,018   | 1,783   | 42.58  |          |
| 사봉면   | 寺奉面   | 887     | 1,657   | 31.96  |          |
| 지수면   | 智水面   | 858     | 1,661   | 30.97  |          |
| 대곡면   | 大谷面   | 1,854   | 3,735   | 55.89  |          |
| 금산면   | 琴山面   | 7,784   | 23,091  | 32.78  |          |
| 집현면   | 集賢面   | 2,129   | 5,237   | 46.23  |          |
| 미천면   | 美川面   | 931     | 1,799   | 54.63  |          |
| 명석면   | 鳴石面   | 2,111   | 4,548   | 69.3   |          |
| 대평면   | 大坪面   | 566     | 1,186   | 41.05  |          |
| 수곡면   | 水谷面   | 1,242   | 2,443   | 42.5   |          |
| 천전동   | 川前洞   | 13,269  | 31,709  | 6.46   |          |
| 성북동   | 城北洞   | 6,208   | 12,122  | 1.16   |          |
| 중앙동   | 中央洞   | 6,796   | 13,414  | 2.04   |          |
| 상봉동   | 上鳳洞   | 7,438   | 16,321  | 2.62   |          |
| 상대동   | 上大洞   | 10,043  | 24,867  | 2.56   |          |
| 하대동   | 下大洞   | 10,050  | 26,807  | 2.95   |          |
| 상평동   | 上坪洞   | 5,622   | 13,451  | 3.05   |          |
| 초장동   | 草長洞   | 7,259   | 22,753  | 12.26  |          |
| 평거동   | 平居洞   | 10,185  | 28,084  | 2.92   |          |
| 신안동   | 新安洞   | 5,360   | 13,502  | 1.0    |          |
| 이현동   | 二峴洞   | 5,432   | 14,054  | 5.8    |          |
| 판문동   | 板門洞   | 8,002   | 23,279  | 17.38  |          |
| 가호동   | 加虎洞   | 9,496   | 21,633  | 9.5    |          |
| 충무공동 | 忠武公洞 | 4,351   | 13,211  | 4.077  |          |
| 진주시   | 晉州市   | 140,269 | 346,547 | 712.84 |          |

### 경남서부권
2014년 국토교통부에서 확정한 20개 중추도시생활권에서 진주시, 사천시, 남해군, 하동군을 경남서부권으로 규정하고 있다.

## 군사
육군 39사단 1개 연대가 금곡면에, 1개 대대가 가호동에 각각 주둔해있고, 금산면에는 공군교육사령부가 위치해 있어 공군으로 입대한 훈련병, 부사관, 장교들의 교육훈련을 담당하고 있다.

## 경제
남강을 끼고 발전한 도시이며, 자연자원이 풍족한 도·농 복합도시다. 농산물 집산지였으나 상평공단이 조성된 후 공업이 크게 발달하였다. 주요 경제분야는 농업·제조업·서비스업이다.

### 농업
농업특산품으로는 진주배와 단감을 비롯해 오이·딸기·고추·수박·피망·파프리카·호박 등 원예작물을 생산하여 일본과 동남아시아 등지로 수출하고 있다. 연간 농산물수출액은 501만 달러에 달한다. 주요 공산품은 실크·농기계부품 그리고 은장도 등의 공예품이다.
경지면적 14,193ha 가운데 논이 8,754ha 밭이 5,439ha로 남강 유역과 그 지류에 펼쳐진 넓은 충적지가 주요곡창지대를 이룬다. 근교에서는 미곡·대맥·과맥·맥주맥·메밀·콩 등의 곡물을 주로 재배하지만, 교통의 발달로 과수·화훼 등의 시설재배도 성하여 오이·호박·수박·고추·산딸기 등 채소를 많이 재배하고, 고구마·감자·참깨도 많이 생산한다.
평거동은 원예·화훼의 중심지이다. 현재는 대부분 아파트 등 주거단지로 구성되어 있다. 집현면, 금산면, 대곡면에서는 토마토, 딸기, 고추, 오이 등을 많이 생산해 서울, 부산, 광주 등의 대도시로 출하하고, 집현면을 중심으로 인공재배되는 산딸기·배·복숭아·밤·단감 등과 목단·당귀 등 약용작물도 생산한다. 1970년 남강댐의 완공으로 홍수 및 가뭄 해소, 관광자원의 확보 등 많은 혜택을 보게 되었다.
임야면적은 429.7km2로 전체 면적의 60.8%를 차지할 정도로 산지가 많아 배·복숭아·감·밤·대추·버섯·산나물·은행 등이 많이 생산되고 한우·젖소·산양 등도 많이 사육한다. 대나무가 많아 예로부터 죽세품 생산이 활발하다. 양잠업이 성하였으나 쇠퇴하는 추세이다.

### 공산업
신화직물, 무림페이퍼, 대동중공업, 대동기어 등의 기업을 비롯한 기계·섬유·제지 중심의 공장들이 상평공단을 중심으로 입지해 있다. 견직물은 전국시장의 70%를 점유하고 일본·유럽·미주에 수출한다. 대동농기계가 경북 논공공업단지로 이전함에 따라 농기계부품 생산업체들이 한동안 심한 타격을 받았으나 창원산업기지로 거래선을 변경하였다. 일반성면에는 목기·고려은장도·조선가구 등 전통공업이 남아 있다.
상평지방산업단지·진성농공단지·이반성농공단지·대곡농공단지 4개의 농공단지가 있으며 사봉지구에 95만 평 규모의 사봉농공단지 조성 사업을 추진 중이다. 상평공단은 농기계부품 생산공장을 주축으로 실크·농기계·자동차부품·제지·화공약품을 생산하는 중소기업이 대부분이며, 입주업체는 722개 업체이고, 종업원 수는 8,446명이다.

### 상업
상설시장으로는 중앙공설시장, 초전공설시장, 서부공설시장, 중앙도매시장·도동사설시장 등이 있다. 1988년에 대안동·동성동에 준공된 지하상가가 도심의 중심 상권을 형성하고 있다. 5일 정기시장이 4개소 있다.

#### 대형마트
- 이마트 진주점 (2000년 오픈)
- 롯데마트 진주점 (2016년 오픈)
- 홈플러스 진주점 (2007년 오픈)
- 탑마트 진주점, 서진주점, 진주충무공점, 호탄점, 주약점, 금산점
- (단, ’탑마트 서진주점‘은 전국 최대 규모의 탑마트이다.)

### 진주실크
1910년 경 처음으로 진주에 비단 공장이 들어섰으며, 1912년 경에는 기계를 이용한 비단 생산을 하였고, 1935년에는 인견까지 생산할 정도로 비단이 대중화되었다. 1988년 국내 유일의 한국실크연구원이 설립되었다. 현재 진주 비단은 대한민국 총생산량의 80%를 차지하고 있으며, 110개의 실크관련 업체가 있어 기업체 수는 전국대비 70%를 차지하고 있다. 구미 각국으로 수출하고 있으며, 수출액은 연간 3천만불의 수출실적을 기록하고 있다.
진주시 문산읍에는 실크전문농공단지가 있고, 세계적인 경쟁력을 갖추기 위해 공동브랜드로 1998년부터 실키안이라는 브랜드를 사용하고 있다.

## 교육

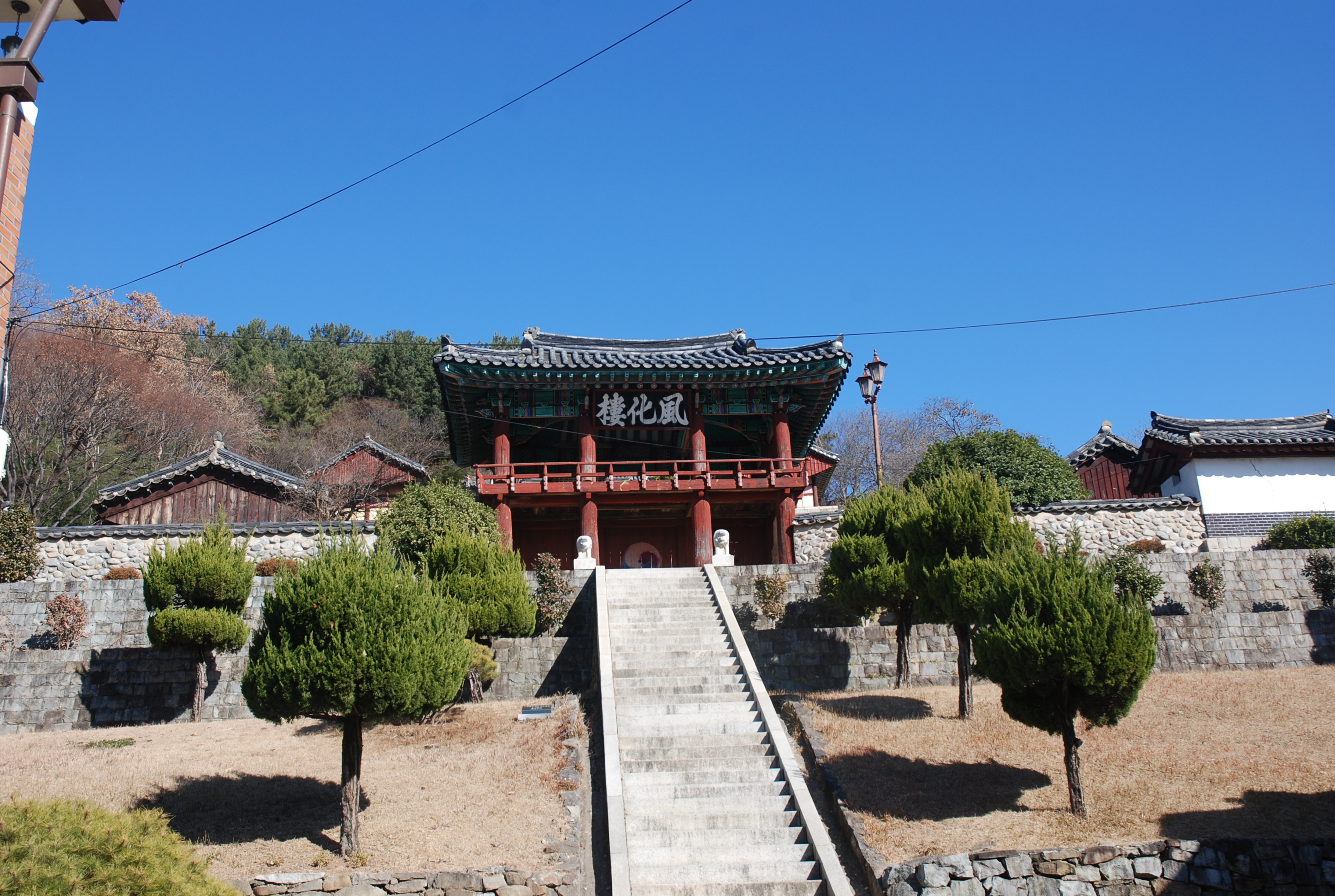
진주 향교

진주시는 예로부터 교육도시라고 불릴 만큼 규모에 비해 교육기관이 많은 도시이다. 조선시대에는 향교도 존재했었다. 2007년을 기준으로 대학원 9개와 3개의 대학교, 1개의 교육대학교, 2개의 전문대학, 23개의 고등학교, 21개의 중학교, 41개의 초등학교가 있다. 학교수는 총 160개에 이르며, 학생 수는 진주시 인구의 1/3에 이르는 100,601명으로 이 중 남학생이 56,898명, 여학생이 43,703명이다.

### 학교
| 국립대학 - 경상국립대학교 - 진주교육대학교 - 한국폴리텍VII대학 진주캠퍼스 - 한국방송통신대학교 | 사립대학 - 연암공과대학교 - 진주보건대학교 |

| 고등학교 | |
| --- | --- |
| \| 국공립 - 진주고등학교 - 진주여자고등학교 - 진주기계공업고등학교 - 경남과학고등학교 - 공군항공과학고등학교 보관됨 2008-02-05 - 웨이백 머신 - 경남체육고등학교 - 명신고등학교 - 진주중앙고등학교 - 경남정보고등학교 - 대곡고등학교 - 진양고등학교 - 진서고등학교[깨진 링크(과거 내용 찾기)] - 경상국립대학교 사범대학 부설고등학교 보관됨 2016-03-13 - 웨이백 머신 \| 사립 - 대아고등학교 - 진주동명고등학교 - 경남자동차고등학교 - 경진고등학교 - 선명여자고등학교 - 삼현여자고등학교 - 경해여자고등학교 - 진주제일여자고등학교 - 경남예술고등학교 - 진주외국어고등학교 \| | |
| 국공립 - 진주고등학교 - 진주여자고등학교 - 진주기계공업고등학교 - 경남과학고등학교 - 공군항공과학고등학교 보관됨 2008-02-05 - 웨이백 머신 - 경남체육고등학교 - 명신고등학교 - 진주중앙고등학교 - 경남정보고등학교 - 대곡고등학교 - 진양고등학교 - 진서고등학교 - 경상국립대학교 사범대학 부설고등학교 보관됨 2016-03-13 - 웨이백 머신 | 사립 - 대아고등학교 - 진주동명고등학교 - 경남자동차고등학교 - 경진고등학교 - 선명여자고등학교 - 삼현여자고등학교 - 경해여자고등학교 - 진주제일여자고등학교 - 경남예술고등학교 - 진주외국어고등학교 |

| 중학교 |                                                                                                  |
| --- | ------------------------------------------------------------------------------------------------ |
| \| 국공립 - 진주중학교 - 진주남중학교 - 중앙중학교 - 봉원중학교 - 진주여자중학교 - 경상국립대학교 사범대학 부설중학교 - 진명여자중학교 - 제일중학교 - 반성중학교 - 대곡중학교 - 금곡중학교 - 진서중학교 - 명석중학교 - 지수중학교 - 문산중학교 - 개양중학교 \| 사립 - 대아중학교 - 동명중학교 - 경해여자중학교[깨진 링크(과거 내용 찾기)] - 삼현여자중학교 - 진주동중학교 - 선인국제중학교 \| |                                                                                                  |
| 국공립 - 진주중학교 - 진주남중학교 - 중앙중학교 - 봉원중학교 - 진주여자중학교 - 경상국립대학교 사범대학 부설중학교 - 진명여자중학교 - 제일중학교 - 반성중학교 - 대곡중학교 - 금곡중학교 - 진서중학교 - 명석중학교 - 지수중학교 - 문산중학교 - 개양중학교 | 사립 - 대아중학교 - 동명중학교 - 경해여자중학교 - 삼현여자중학교 - 진주동중학교 - 선인국제중학교 |

### 도서관

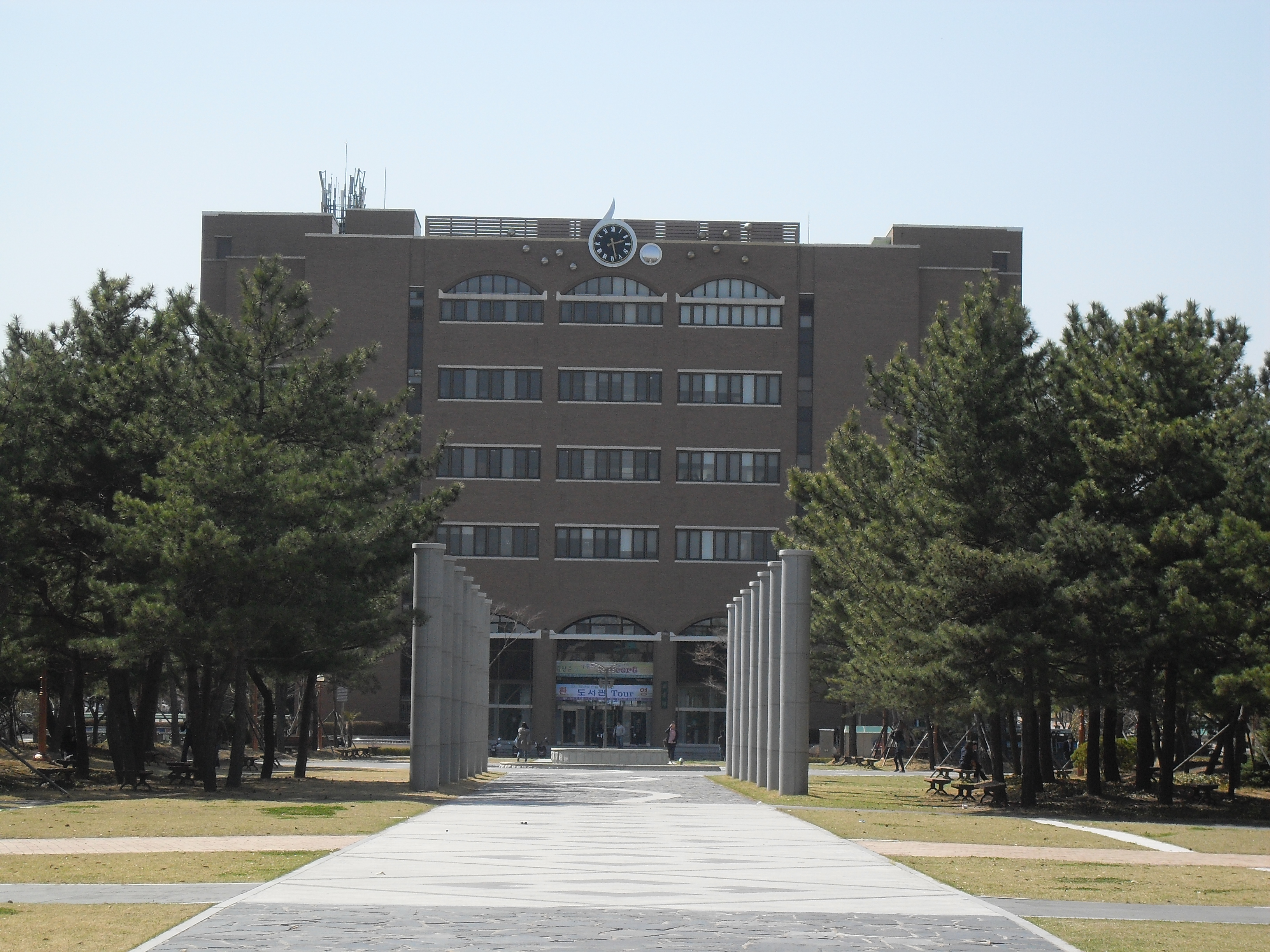
경상국립대학교 도서관

상대동에 진주시립연암도서관이 위치하고 있다. 2008년 10월 31일 현재 약 17만여권의 장서를 보유하고 있으며 1998년 5월 22일에는 분관인 시립서부도서관이 개관되었다. 2006년 2월 24일에는 어린이 도서관까지 개관되었다. 대학도서관으로는 경상국립대학교 도서관(중앙도서관, 칠암도서관), 진주교육대학교 도서관이 있다. 경상국립대학교 도서관은 일반인도 소정의 예치금을 납부한 뒤 특별이용증을 발급받아 이용할 수 있다.

### 교육지원청
중안동에 진주교육지원청이 있다. 2010년에 현재 청사로 이전하였다. 구 청사는 1973년에 상대동으로 이전되어 2010년까지 사용되었다.

## FM 라디오 주파수 방송 목록
- 88.1 - BBS 부산불교방송 (진주 장군대산)
- 88.3 - 전주KBS 제1라디오 (구례 노고단)
- 89.3 - 진주KBS 클래식FM (진주 망진산)
- 90.3 - 진주KBS 제1라디오 (진주 망진산)
- 91.1 - MBC경남 표준FM (하동 금오산)
- 92.1 - 창원KBS 클래식FM (거창 감악산)
- 92.5 - febc 창원극동방송 (진주 장군대산)
- 93.5 - MBC경남 표준FM (거창 감악산)
- 94.1 - 경남CBS 표준FM (진주 망진산)
- 94.5 - 광주KBS 클래식FM (남해 망운산)
- 95.1 - 광주MBC FM4U (구례 노고단)
- 95.7 - 순천KBS 제1라디오 (남해 망운산)
- 96.1 - MBC경남 FM4U (거창 감악산)
- 97.1 - 진주KBS 제1라디오 (하동 금오산)
- 97.7 - MBC경남 FM4U (진주 망진산)
- 98.7 - KNN 러브FM (진주 장군대산)
- 100.1 - TBN 경남교통방송 (진주 장군대산)
- 101.3 - 여수MBC 표준FM (남해 망운산)
- 101.5 - EBS 라디오 (진주 망진산)
- 101.7 - 전주MBC 표준FM (구례 노고단)
- 103.3 - 진주KBS 제1라디오 (거창 감악산)
- 104.5 - 전주KBS 클래식FM (구례 노고단)
- 104.7 - EBS 라디오 (거창 감악산)
- 105.5 - KNN 파워FM (진주 장군대산)
- 106.3 - EBS 라디오 (남해 망운산)
- 106.7 - KNN 파워FM (거창 감악산)
- 107.3 - TBN 경남교통방송 (거창 감악산)
- 107.5 - EBS 라디오 (구례 노고단)

## 역대 시장
| 대수   | 이름   | 임기                                | 비고                     |
| ------ | ------ | ----------------------------------- | ------------------------ |
| 초대   | 정종철 | 1945년 12월 14일 ~ 1948년 11월 5일  | 경상남도 진주시장        |
| 제2대  | 이상용 | 1948년 11월 6일 ~ 1949년 6월 24일   | 경상남도 진주시장        |
| 제3대  | 최태현 | 1949년 6월 25일 ~ 1950년 9월 22일   | 경상남도 진주시장        |
| 제4대  | 이박규 | 1950년 9월 23일 ~ 1951년 10월 5일   | 경상남도 진주시장        |
| 제5대  | 정순종 | 1951년 10월 6일 ~ 1952년 5월 6일    | 경상남도 진주시장        |
| 제6대  | 문우상 | 1952년 5월 7일 ~ 1953년 11월 1일    | 경상남도 진주시장        |
| 제7대  | 김용주 | 1953년 11월 2일 ~ 1957년 11월 4일   | 경상남도 진주시장        |
| 제8대  | 김택조 | 1957년 11월 5일 ~ 1960년 5월 24일   | 경상남도 진주시장        |
| 제9대  | 김백용 | 1960년 5월 25일 ~ 1960년 12월 9일   | 경상남도 진주시장        |
| 제10대 | 김백용 | 1960년 12월 10일 ~ 1961년 5월 31일  | 경상남도 진주시장        |
| 제11대 | 이병문 | 1961년 6월 1일 ~ 1965년 3월 31일    | 경상남도 진주시장        |
| 제12대 | 이남두 | 1965년 4월 1일 ~ 1966년 8월 21일    | 경상남도 진주시장        |
| 제13대 | 김종구 | 1966년 8월 22일 ~ 1969년 11월 16일  | 경상남도 진주시장        |
| 제14대 | 이상희 | 1969년 11월 17일 ~ 1971년 8월 10일  | 경상남도 진주시장        |
| 제15대 | 윤상원 | 1971년 8월 11일 ~ 1973년 6월 30일   | 경상남도 진주시장        |
| 제16대 | 이선철 | 1973년 7월 1일 ~ 1974년 4월 21일    | 경상남도 진주시장        |
| 제17대 | 양태식 | 1974년 4월 22일 ~ 1974년 12월 31일  | 경상남도 진주시장        |
| 제18대 | 김철년 | 1975년 1월 1일 ~ 1975년 5월 29일    | 경상남도 진주시장        |
| 제19대 | 성해기 | 1975년 5월 30일 ~ 1976년 8월 17일   | 경상남도 진주시장        |
| 제20대 | 이병내 | 1976년 8월 18일 ~ 1979년 7월 15일   | 경상남도 진주시장        |
| 제21대 | 박진구 | 1979년 7월 16일 ~ 1981년 6월 30일   | 경상남도 진주시장        |
| 제22대 | 성호덕 | 1981년 7월 1일 ~ 1983년 4월 13일    | 경상남도 진주시장        |
| 제23대 | 윤희윤 | 1983년 4월 14일 ~ 1984년 12월 10일  | 경상남도 진주시장        |
| 제24대 | 안길현 | 1984년 12월 11일 ~ 1986년 12월 25일 | 경상남도 진주시장        |
| 제25대 | 문백   | 1986년 12월 26일 ~ 1991년 1월 9일   | 경상남도 진주시장        |
| 제26대 | 서정훈 | 1991년 1월 10일 ~ 1993년 7월 20일   | 경상남도 진주시장        |
| 제27대 | 이진영 | 1993년 7월 21일 ~ 1994년 4월 25일   | 경상남도 진주시장        |
| 제28대 | 백승두 | 1994년 4월 26일 ~ 1994년 12월 31일  | 경상남도 진주시장        |
| 제1대  | 백승두 | 1995년 1월 1일 ~ 1995년 3월 29일    | 통합진주시장(진양군통합) |
| 제2대  | 정영석 | 1995년 3월 30일 ~ 1995년 6월 30일   | 통합진주시장(진양군통합) |
| 제3대  | 백승두 | 1995년 7월 1일 ~ 1998년 6월 30일    | 통합진주시장(진양군통합) |
| 제4대  | 백승두 | 1998년 7월 1일 ~ 2002년 6월 30일    | 통합진주시장(진양군통합) |
| 제5대  | 정영석 | 2002년 7월 1일 ~ 2006년 6월 30일    | 통합진주시장(진양군통합) |
| 제6대  | 정영석 | 2006년 7월 1일 ~ 2010년 6월 30일    | 통합진주시장(진양군통합) |
| 제7대  | 이창희 | 2010년 7월 1일 ~ 2014년 6월 30일    | 통합진주시장(진양군통합) |
| 제8대  | 이창희 | 2014년 7월 1일 ~ 2018년 6월 30일    | 통합진주시장(진양군통합) |
| 제9대  | 조규일 | 2018년 7월 1일 ~                    | 통합진주시장(진양군통합) |

## 교통

진주역 역사

이전에 운행하였던 진주 131번 버스

### 도로
시의 동서로 남해고속도로가 관통하고 있으며, 북서에서 남동으로 통영대전고속도로가 관통하고 있다. 정촌면에 두 고속도로가 만나는 진주 분기점이 있다. 관내를 통과하는 일반 국도는 3개 노선이 있다. 전라남도 신안과 부산을 잇는 국도 제2호선이 동서로 관통하고 있으며, 남해와 강원도 철원을 잇는 국도 제3호선이 시의 남쪽에서 서북쪽으로 관통하고 있다. 이외에 고성과 구미를 잇는 국도 제33호선이 남북으로 관통하고 있다. 출퇴근길만 되면 미어 터진다.

#### 고속버스
진주고속버스터미널은 천전동에 위치하고 있다. 고속버스는 진주에서 대구중앙, 용인(신갈), 서대구, 원주, 광주, 동서울, 서울경부, 성남(분당), 수원, 고양(화정), 고양(백석), 인천 등으로 연결된다.

#### 시외버스
진주시외버스터미널은 장대동에 위치하고 있다. 산청, 함양방면은 봉곡동 정류소를 경유하며, 그외노선은 경상국립대학교 칠암캠퍼스 100주년 기념관(구.경남과학기술대) 앞과 개양을 경유하여 각지역으로 운행된다. 수도권, 충청권, 호남권, 마산 거제 등 경남  ·경북등 전국 각지역으로 버스가 운행되어 서부경남의 교통허브로서의 기능을 하고있다. 현재, 시에서는 진주혁신도시, 신진주역세권신도시, 평거3,4지구같은 많은 신도심과 인접한 가좌동에 새로운 시외·고속버스 복합터미널을 설립하여 이전할 계획이지만 시외버스터미널 인근 상인들은 반대가 잇따르고 있다.

### 철도
1923년 12월 1일에 마산과 진주를 잇는 진주선이 개통하였고, 1925년 6월 15일에 강남동에서 진주역이 영업을 시작하였다. 1968년 2월 7일에 진주와 순천을 잇는 경전선이 개통하였으며, 기존에 있던 마산선과 진주선, 광주선이 경전선으로 통합되었다. 1993년 3월 1일에 서울행 새마을호가 개통되었으며, 2012년 10월 23일 복선전철화 사업의 일환으로 역사를 가좌동으로 이전하였고, 동년 12월 5일 마침내 마산~진주간 복선전철화가 완료되어 KTX가 운행됨에 따라 진주도 반나절 생활권이 되었다.
과거에는 진주를 출발하는 열차가 다수 운행되었지만, 대전통영고속도로·남해고속도로의 영향으로 철도이용객이 줄어 서울행 새마을호를 비롯, 진주에서 착발하는 열차의 수가 크게 감축되었다. 그러나 2012년 12월 5일부터 하루 왕복 5회 서울행 KTX· 하루 왕복 1회 새마을호가 운행을 시작하였고, 무궁화호는 서울, 부산, 순천, 대구, 목포와으로 운행하고 있다.
이외에 일반성면에 있는 반성역이 진주시 동부 지역의 여객 수요를 감당하고 있다. 평촌역, 진주수목원역, 진성역, 갈촌역, 남문산역, 개양역, 내동역, 유수역은 폐역되었다.

### 항공
인근 사천시에 사천공항이 있어 서울과 제주로 연결된다. 서울로는 대한항공이 매일 두 편씩 운행을 하고, 제주로는 대한항공과 아시아나항공이 매주 금요일, 일요일에 운항한다.

## 경남혁신도시
혁신도시(革新都市)는 행정중심복합도시 사업과 연계하여 노무현 정부가 추진한 지방균형발전사업으로 공공기관 지방이전과 산·학·연·관이 서로 협력하여 지역의 성장거점지역에 조성되는 미래형 도시이다. 혁신도시는 모두 4가지 유형으로 건설되며 각각 지역의 시도별 지역산업과 도시별 테마를 설정하여, 지역별로 특색있는 도시로 개발될 예정이다.
- 위치 : 경상남도 진주시 충무공동 일원(4,119천m2)
- 기능군 : 주택건설, 중소기업진흥 등
- 이전기관 : 한국토지주택공사(혁신도시조성 및 이전 주관기관), 주택관리공단㈜, 중소기업진흥공단, 한국시설안전공단, 국방기술품질원, 한국산업기술시험원, 한국세라믹기술원, 한국승강기안전관리원, 중앙관세분석소, 한국저작권위원회, 한국남동발전㈜

## 문화 관광

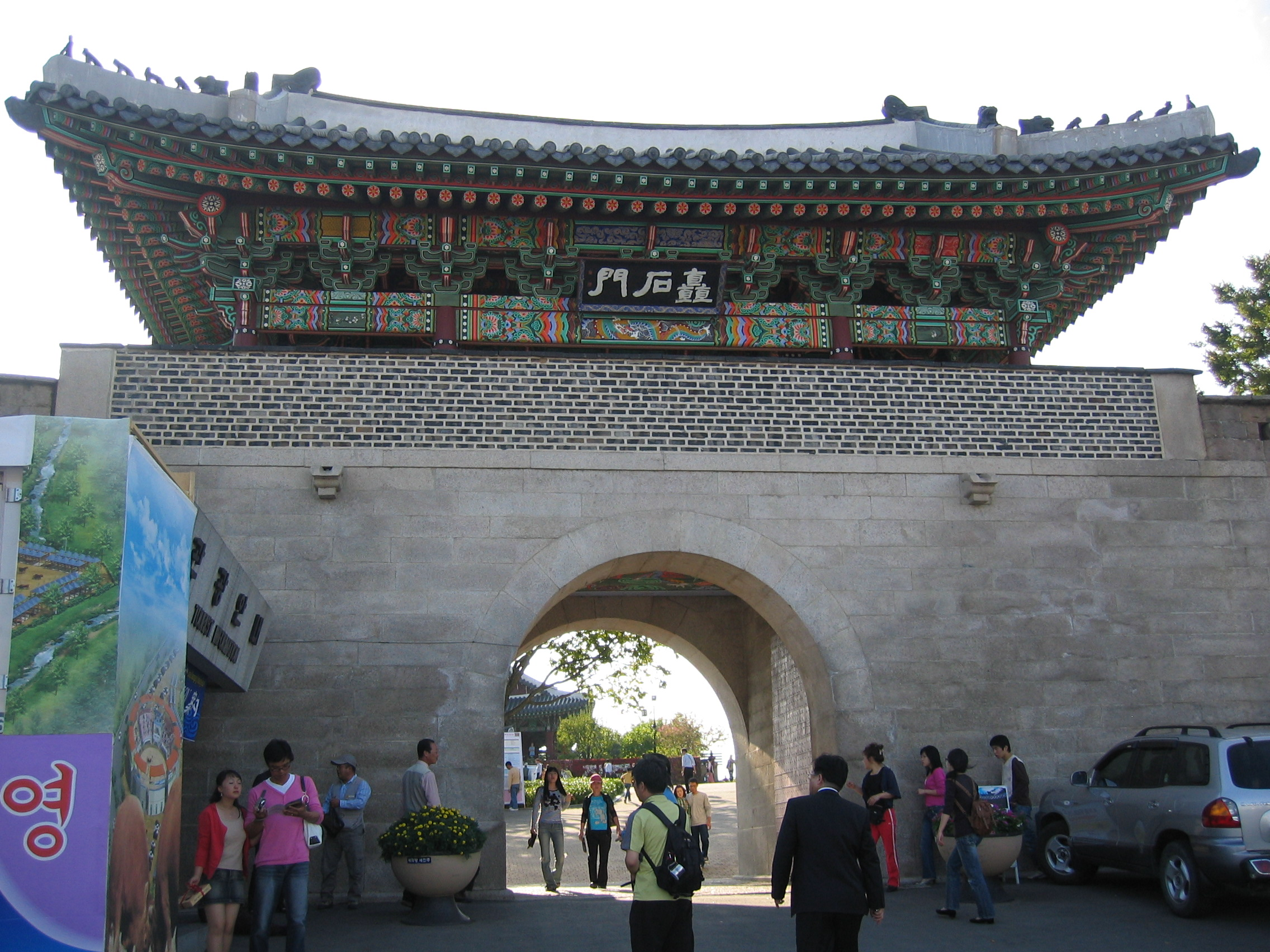
진주성 입구

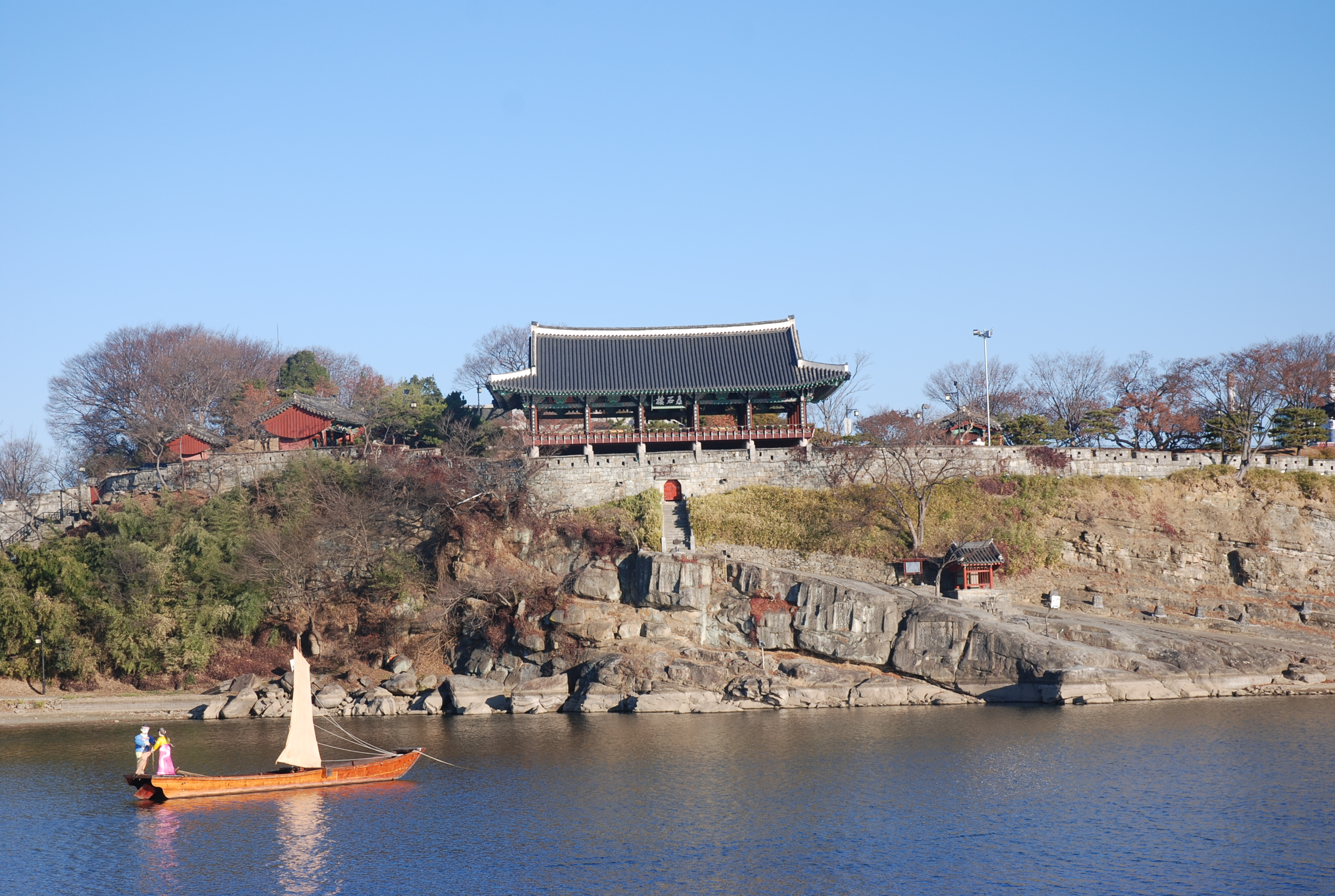
촉석루

### 진주성
진주성은 사적 제118호로 진주시 본성동과 남성동에 걸쳐 있다. 둘레는 1.7km이고, 1592년 여기서 진주대첩인 제1차 진주성 전투와 제2차 진주성 전투가 일어났다. 성의 정문은 촉석문이며 옆에는 공북문이 있고, 파수대와 지휘대의 역할을 했던 북장대와 서장대가 있다. 진주 촉석루를 비롯해 의암과 의기사, 임진왜란 때 순국한 호국선열들을 모신 창열사와 호국사, 문익점의 장인인 정척익을 모신 청계서원과 고려조 거란의 2차 침입때 볼모가 된 하공진을 모신 경절사가 있다. 현대에 와서 김시민 장군의 동상과 전공비가 세워졌으며, 임진왜란 전문 박물관인 국립진주박물관도 진주성 안에 있다.
진주 촉석루는 임진왜란 당시 존재하지 않았던 남장대 대신 지휘소로 사용되던 누각으로, 경상남도 문화재 자료 제8호이다. 4개의 현판에서 다산 정약용, 매천 황현, 수주 변영로, 명기 산홍 등 진주의 충절을 노래한 시인묵객들의 시판을 볼 수 있다. 촉석루는 강 건너에서 볼 때 더 아름답다.
촉석루 바로 아래쪽에 있는 바위가 의암으로, 경상남도 기념물 제235호이다. 논개가 왜장 게야무라 로구스케(毛谷村六助)를 안고 남강으로 투신했으며, 논개를 기리는 비인 의암사적비가 바로 뒤쪽에 서 있다. 이 바위의 의암(義巖)이라는 글자는 1629년 정대륭이 쓴 글이다.
의기사는 논개의 영정과 위패를 모셔 둔 사당이며, 경상남도 문화재 자료 제7호이다. 다산 정약용의 중수기와 더불어 을사조약 때 한탄을 하며 목숨을 끊은 매천 황현의 시판과 구한말 진주기생으로 산홍의 시판이 걸려있다.
창열사는 1593년 7월 29일 제2차 진주성 전투에서 순국한 순국선열들을 기리기 위해서 지은 사액 서원으로, 고종 5년 흥선대원군의 서원철폐령에도 살아남은 서원으로 김시민 장군, 최경회 장군 등의 선열들을 모셔두고 있다.

### 국립진주박물관
진주성 중심에 위치한 국립진주박물관은 진주성이 가진 역사성을 부각하게 위해서, 임진왜란 전문 역사테마 박물관으로 운영되고 있다. 예전에는 가야 관련 유물들도 많이 전시하였으나 국립김해박물관이 생기면서 그쪽으로 유물들이 대부분 옮겨 갔고 대신 테마를 임진왜란 위주로 바꾸게 되었다. 1,2층은 상설전시실이고, 별관으로 두암실과 기획전시실이 있다. 1층 전시실에는 임진왜란과 관련된 문학, 서화, 음악 등 전반에 걸친 유물들을 전시하고 있고, 2층 전시실에는 일본의 침략준비, 율곡 이이의 십만양병설이 담긴 석담일기, 은봉전서 등을 전시하고 있다. 두암실에는 고 김용두 선생이 기증한 기증 유물을 중심으로 자기와 화폭, 서적 등이 전시되고 있다.

### 진양호

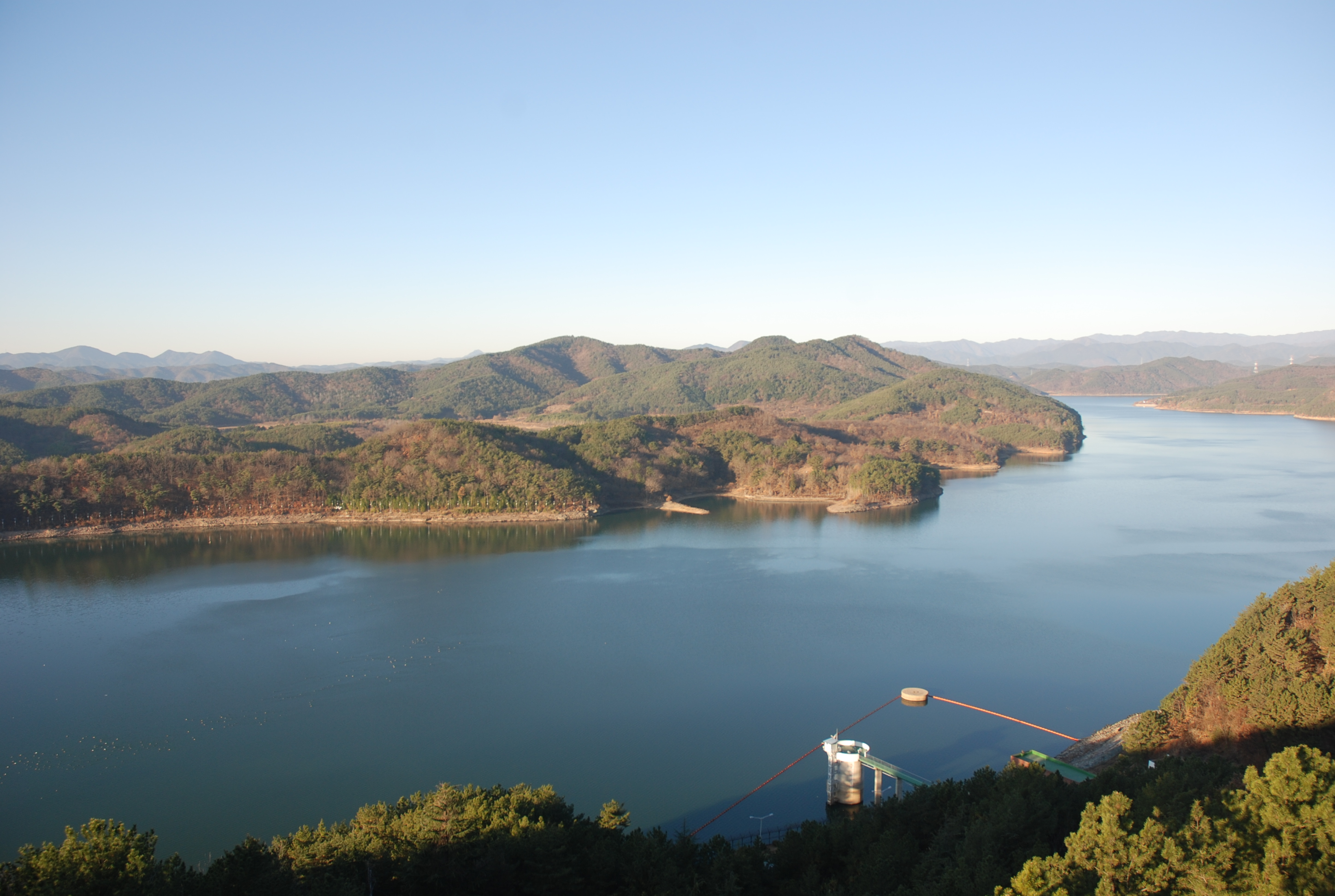
진양호

진양호는 남강과 덕천강의 합류지점에 건설한 남강댐으로 인해 생긴 인공 호수로, 진주시의 상수원이다. 진주시를 대표하는 인공호수이며, 경치가 빼어나 호수 일대는 공원으로 지정되어 있다. 저녁 노을이 특히 아름답다.
진양호 인근에는 특별한미술관이 있다.복합문화공간 별의정원이 있다. ( 문화예술공간은 지역예술인들의 각종 미술,공예 전시가 이루어지고 있다.)

### 음식
진주비빔밥(화반), 교방음식, 진주 헛제사밥, 진주냉면 등이 유명하다. 진주비빔밥축제는 매년 5월 네째주 금, 토, 일에 진주성 부근에서 펼쳐진다.

#### 진주비빔밥

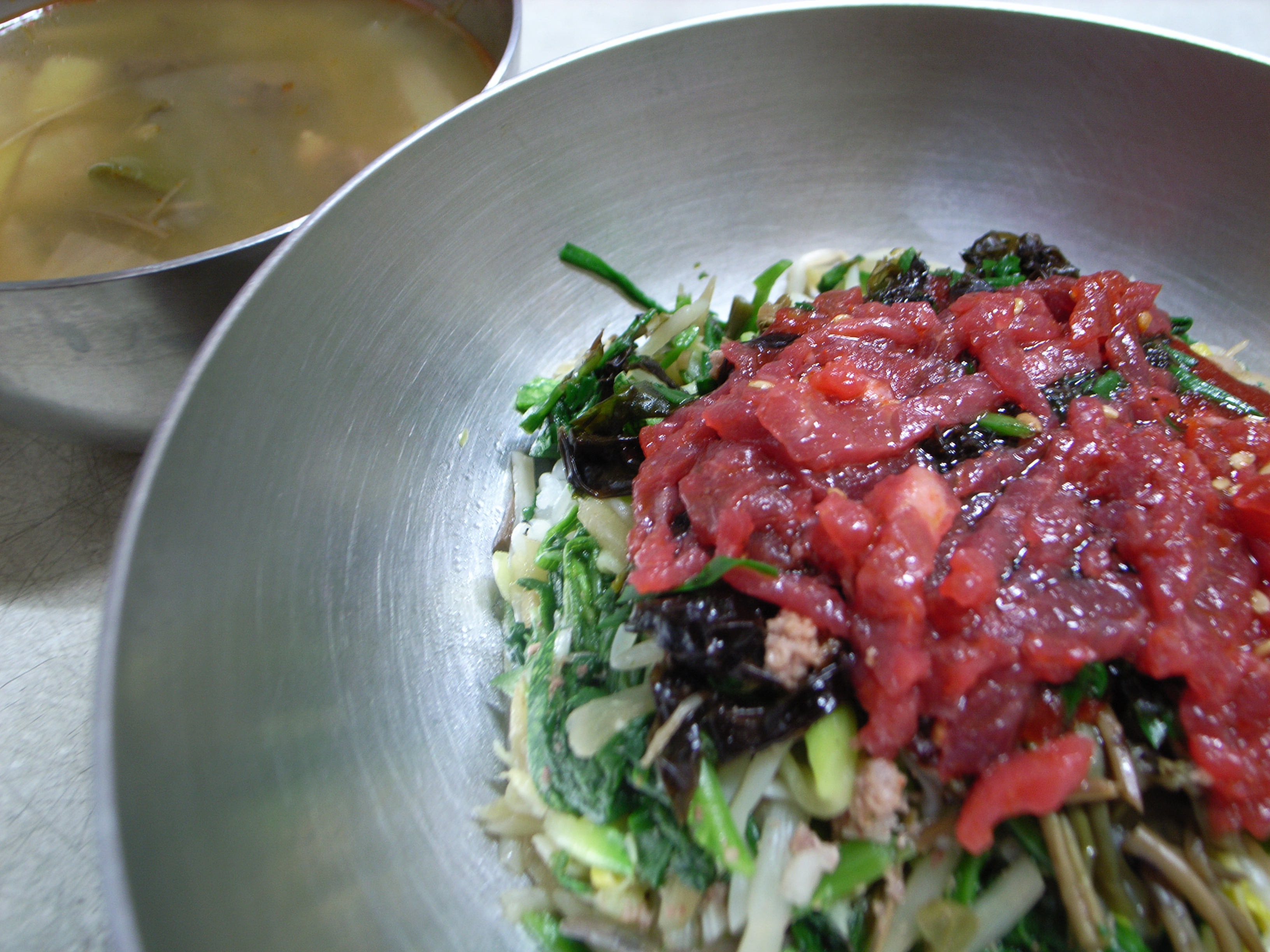
육회를 얹은 진주비빔밥

진주비빔밥은 칠보화반이라고도 하며, 둥근 놋그릇을 이용하여, 흰빛의 밥테, 다섯 가지 나물이 어우러져서 7가지 색상의 꽃 모양의 비빔밥을 만드는데 이것이 진주비빔밥이다. 전통 음식으로 무쇠 솥에 장작불로 밥을 짓고, 나물을 무친다음, 육회를 가늘게 썰어서 참기름을 더한다. 국으로는 선짓국을 만들고, 바지락을 이용해 보탕국을 만든다. 놋그릇에 육수로 지은 밥을 담고, 나물로 꽃 모양으로 장식을 하고 푸른 해초를 얹는다. 보탕국과 선짓국으로 함께 상을 차린 것이 바로 진주 비빔밥이다.

#### 진주헛제사밥
진주헛제사밥은 제사를 지낼 때 사용하는 나물을 이용해, 제사를 지낸 후 먹는 음식을 따로 음식점용으로 만든 것이다. 제사에 쓰는 고사리와 산채, 무나물을 참기름에 볶아서 준비를 하고 시금치를 데쳐서 무친다. 생선으로는 도미나 민어를 찌져 준비를 하고, 산적과 통태전을 준비한다. 제사밥에 같이 놓는 국을 끓이는데, 조개, 대합, 홍합 등의 해산물과 무, 두부를 넣고 끓인다. 과일로는 사과, 배, 귤, 밤 등 계절 과일을 이용한다. 상에는 밥과 나물, 국을 놓고, 다음에 생선, 전, 고기률 놓고 뒷 쪽에는 후식용 떡과 과일 놓인다.

#### 진주장어구이
민물장어구이는 전통 음식은 아니지만, 진주성 길목에는 장어구이 음식점들이 유명하며, 30년 이상의 역사를 가지고 있다. 비린 내가 없고 맛이 담백한 것이 특징이다. 유정장어와 풍국민물 장어가 전문 요리점으로는 유명하다.

#### 진주냉면
진주냉면은 함흥냉면이나 평양냉면처럼 전국적으로 널리 알려져있지 않으나, 조선시대부터 양반들이 권번가에서 야참으로 주로 먹었던 것이며, 1994년 북한에서 발행된 《조선의 민족전통》식생활풍습 부분에 "냉면 중 제일로 여기는 것은 평양냉면과 진주냉면이다" 고 적혀있기도 하다. 일반적인 냉면과 달리 해물을 육수의 재료로 사용하며, 모양새가 화려하다는 특징이 있다.

### 축제

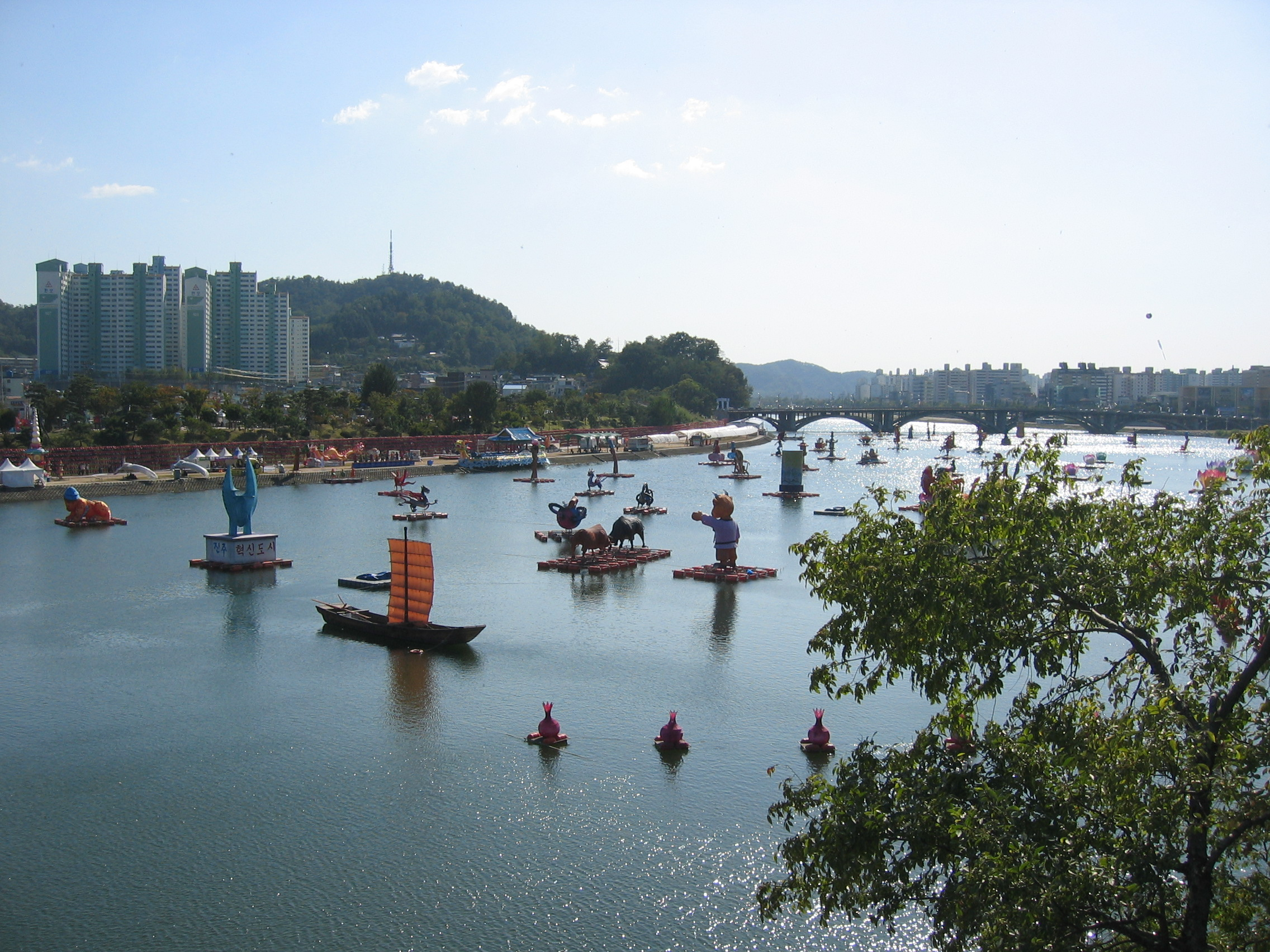
진주남강유등축제

진주에서는 매년 10월에 축제가 벌어지며, 이중에서도 남강을 테마로 해서 개천예술제와 전야제로 벌어지는 진주남강유등축제가 전 세계적으로 널리 알려져 있다. 대한민국 내에서도 진주에서만 찾아볼 수 있는 이 독특한 행사는 진주 남강에 유등을 띄워 1593년 7월 29일 제2차 진주성 전투 당시 전몰한 7만여명의 민관을 위로하는 행사로, 논개 축제와 더불어 드라마 축제, 전국 소싸움 대회 등을 포함하고 있다. 또한, 국내 최초의 한국과 아시아드라마 관련 행사인 코리아드라마페스티벌이 매년 가을 진주성과 남강변에서 개최된다.

#### 진주남강유등축제
개천예술제와 함께 개최되는 테마 축제이다. 1592년 진주대첩 당시 진주 남강에 유등을 띄워, 남강을 건너려던 왜군을 저지한 전술을 사용했는데, 이것에서 유래된 축제이다. 개천예술제의 부속행사로 개최되다가 2002년부터 본격적인 테마 축제로 발전되기 시작하여, 2006년부터 2008년까지 3년 연속으로 문화관광부 선정 최우수 축제로 선정되었고, 2011년에는 국가대표축제로 선정되었다.

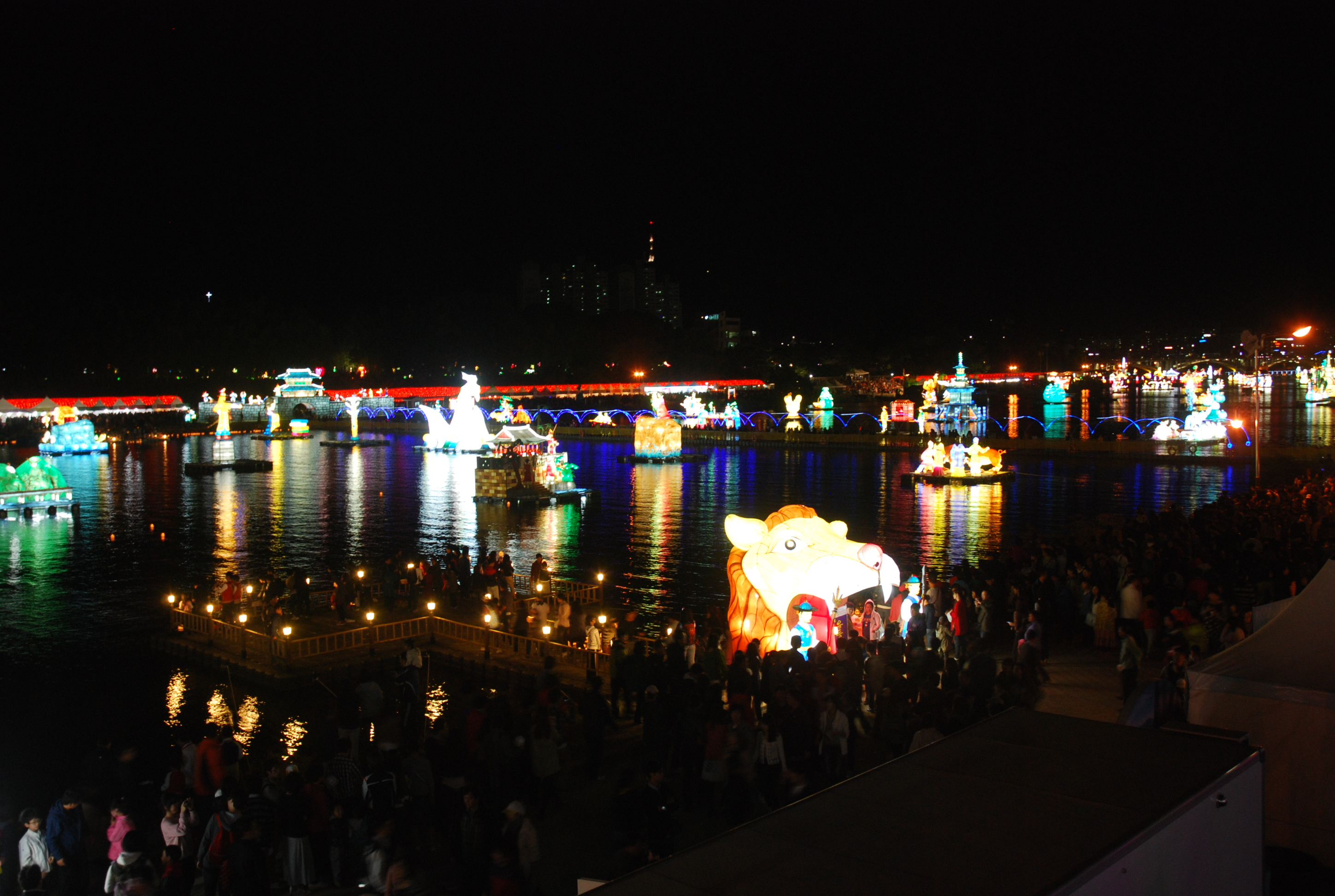
남강유등축제

#### 개천예술제
개천예술제는 매년 10월 초에 10일간 개최되며, 진주 시내의 모든 거리가 축제의 장으로 바뀐다. 외국에도 널리 알려져 대한민국의 대표적인 축제로 자리잡았다. 이 기간에 진주남강유등축제가 함께 개최된다.

#### 진주논개제

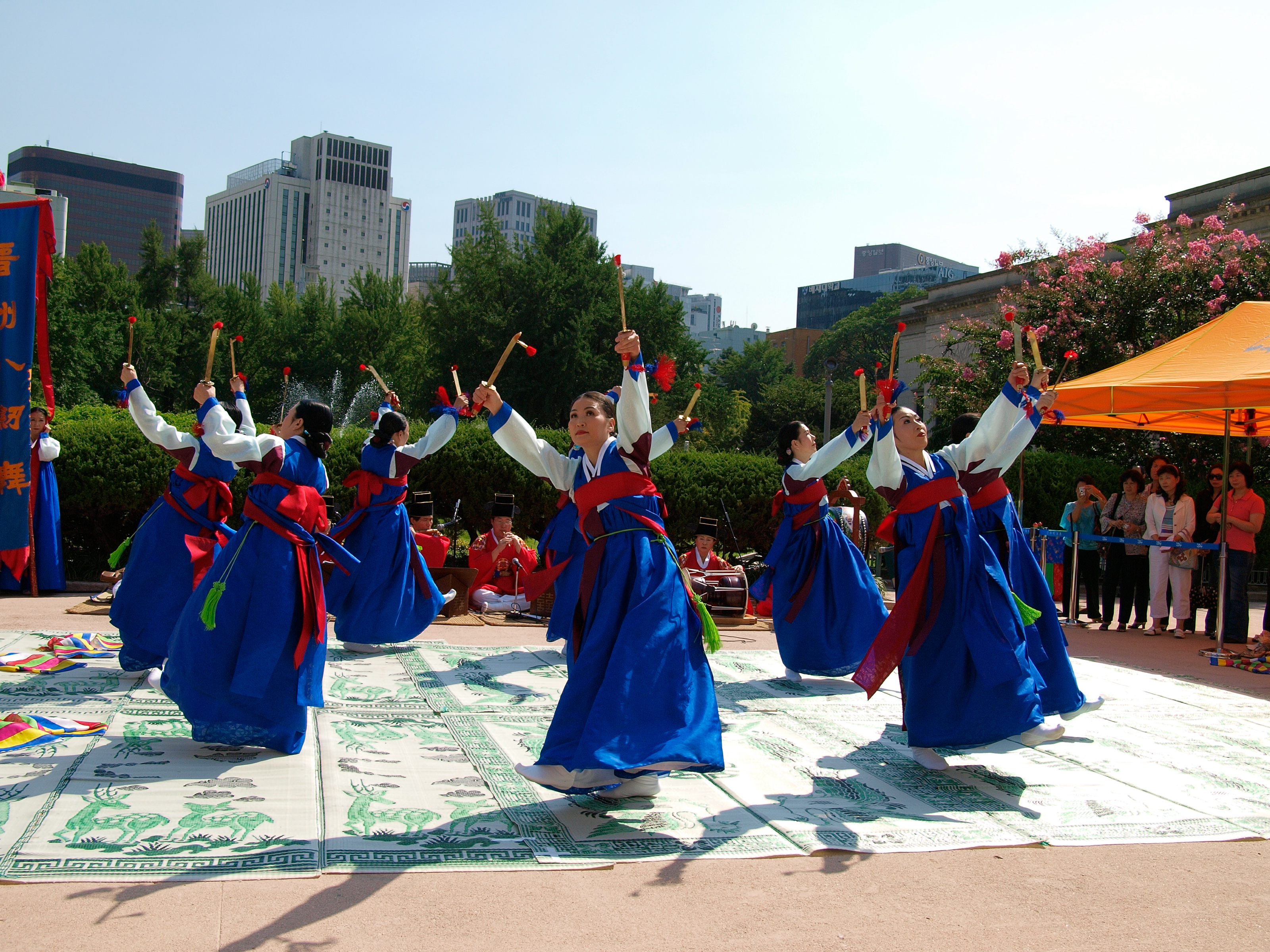
논개 축제의 검무

진주논개제는 매년 5월에 개최되며, 의기 논개의 아름다움과 그 애국심을 기리고 있으며, 의암에서 왜장과 함께 빠져죽은 충절의 넋을 기리고 있다.

#### 전국 소싸움 대회
진주의 전국 소싸움 대회는 한국에서 가장 오래된 소싸움 대회로 진양호 근처의 전문 경기장에서 치러지며, 투우와는 또 다른 한국적인 독특한 미를 맛볼 수 있다.

#### 진주국제농식품박람회
농업에 과학을 접목한 기존 농업박람회에 식품·축산분야 전시와 체험을 추가하면서 농업의 과학화와 산업화에 큰 역할을 해오고 있으며, 세계시장 개방화에 따라 어려움에 처해있는 우리농업의 현실과 미래농업의 발전방향을 제시하는 공간을 마련하고도시민에게는 첨단농업 기술전시와 농업을 이해할 수 있는 체험형 박람회로 운영하고 있다. 첨단농기계관, 농자재관, 해외관/미래산업관, 녹색식품관, 6차산업관, 종자생명관, 펫산업관으로 구성된다.

#### 진주 문화자산과 문화산업
진주의 민속예술 분야 문화자산은 유네스코 인류무형문화유산으로 지정된 ‘진주삼천포농악’,'진주검무'등 2종목의 국가무형문화재와 ‘한량무’, '진주포구락무', '진주교방굿거리춤', '신관용류가야금산조', '진주오광대' 등 5종목의 경상남도 무형문화재가 있다. 한국형 써커스‘솟대쟁이놀이’는 국가무형문화재로 등재를 앞두고 있다. 지역 문화예술 기록자산인 ‘교방가요’는 153년 전 저술되어 지역의 민속예술 전통을 뒷받침 해왔다. 현재 진주의 문화자산에 기반 한 공연예술 산업에는 무형문화재보존회 8개와 전문예술단체 12개, 협회 11개, 생활예술교육단체 16개 등 총 47개 집단이 활동하고 있다.
공예분야의 문화자산으로는 ‘소목장,'장도장','두석장' 등 3종목의 경상남도 무형문화재와 1.000년의 역사를 지닌 진주비단(실크) 문화가 있다. 또한 노동부에서 지정한 1명의 대한민국 가구제작 명장이 활동한다. 전승된 전통 공예기술은 185개의 공예 제작업체를 통해 산업화되고 있다.

## 경남일보
1909년 10월 15일 창간한 한국 최초의 지방신문인 경남일보가 진주시 상평동에 자리를 잡고 있다. 경남일보는 대한민국에서 현존하는 가장 오래된 신문이며, 제1대 주필로는 시일야 방성대곡으로 필화를 입은 위암 장지연 선생이 발기인으로 참여하였다. 매천 황현의 '절명시'를 실어 정간을 당하는 등 일제와 공산주의, 군사정권에 항거하다 수차례 강제 폐간을 당하였고, 1980년 신군부의 언론 통폐합 작업으로 그 해 11월 25일 강제 폐간을 당했다가 1989년 11월 25일 신경남일보로 개칭하여 복간하였다. 2000년 다시 제호를 경남일보로 변경하였다.

## 자매 지역
| 체결 연월일      | 도시 이름         | 국가           | 기타                                  |
| ---------------- | ----------------- | -------------- | ------------------------------------- |
| 1961년 1월 10일  | 댈러스            | 미국           | 자매도시                              |
| 1985년 5월 16일  | 기타미            | 일본           | 자매도시                              |
| 1984년 4월 1일   | 위니펙            | 캐나다         | 자매도시                              |
| 1999년 11월 10일 | 마쓰에            | 일본           | 우호교류도시                          |
| 2000년 7월 25일  | 정저우            | 중화인민공화국 | 우호교류도시                          |
| 2007년 8월 4일   | 옴스크            | 러시아         | 우호교류도시                          |
| 2016년 5월 16일  | 시안              | 중화인민공화국 | 자매도시                              |
| 1999년 4월 27일  | 교토              | 일본           | 파트너시티 (학술분야 파트너시티 협정) |
| 1998년 9월 25일  | 순천시            | 대한민국       | 국내 자매결연도시                     |
| 2004년 6월 11일  | 아산              | 대한민국       | 국내 자매결연도시                     |
| 2004년 11월 19일 | 안동              | 대한민국       | 국내 자매결연도시                     |
| 2004년 12월 28일 | 서울특별시 강남구 | 대한민국       | 국내 자매결연도시                     |

## 같이 보기
- 대한민국의 설치순 도시 목록